# Chalcographie

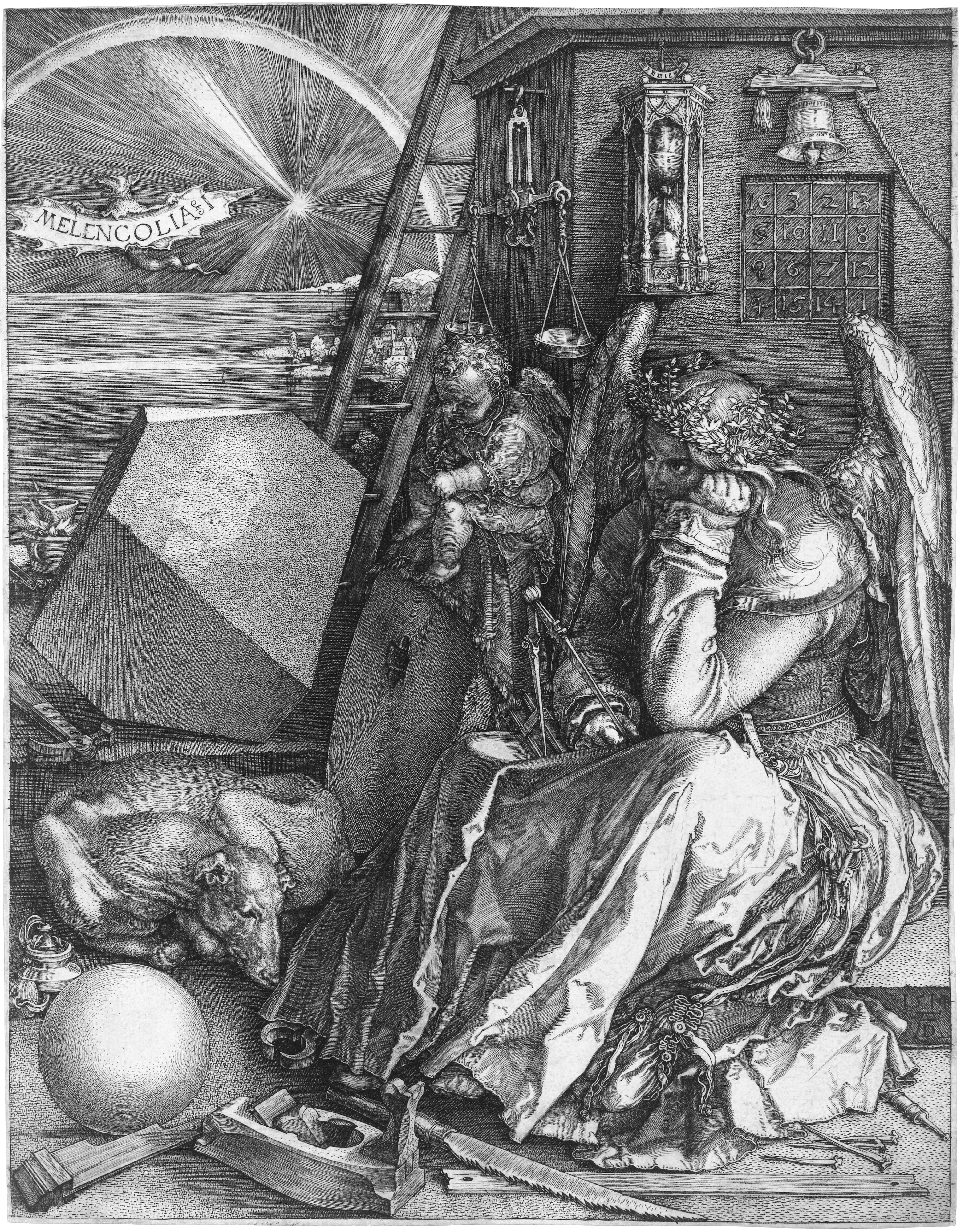
Melencolia I, 1514, gravure sur cuivre d'Albrecht Dürer.

La chalcographie (du grec ancien : khalkos, « cuivre » et graphe, « écriture ») est, à l'origine, l'art de la gravure sur cuivre.
Par extension, elle désigne toute gravure sur métal, mais également l'endroit où l'on réalise ces gravures et où sont conservées les épreuves résultant de ce procédé.

## Définitions
Le mot désignait à l'origine seulement les gravures faites sur du cuivre ; mais, par extension, il a commencé à s'utiliser pour toute gravure réalisée sur un support en métal, quel qu'il soit. « Chalcographie » est également un synonyme de la gravure en taille-douce.
Elle désigne par ailleurs à la fois le lieu où sont réalisées les impressions — comme l'atelier de gravure même — le lieu de conservation des épreuves résultant du procédé, comme la Chalcographie du Louvre, ou encore des recueils bibliographiques.

## Description et méthodes de gravure

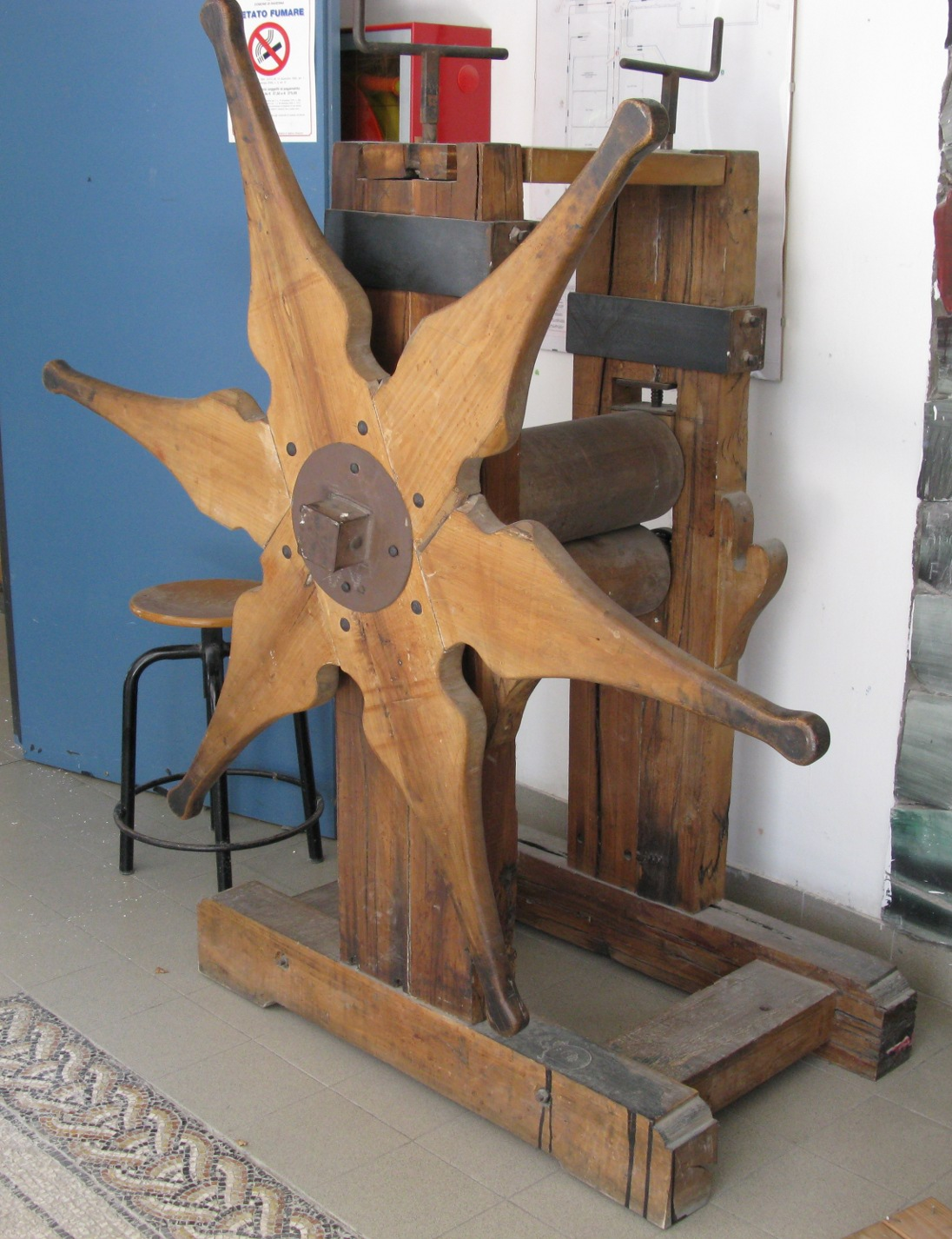
Une presse pour plaques de cuivre, en bois.

La chalcographie est une technique d'impression grâce à laquelle les images sont le résultat de l'impression, au moyen d'une presse à taille-douce, d'une planche métallique sur laquelle ont été réalisées des incisions pour retenir l'encre qui doit se fixer sur le papier. Une fois obtenue la matrice, l'opération peut être répétée un certain nombre de fois.
La chalcographie est une technique antagoniste à la typographie où l'encre déposée à la superficie — et non dans les trous — des reliefs est transférée sur l'épreuve. Dans les techniques chalcographiques, la profondeur des entailles qui reçoivent l'encre détermine la quantité de celle-ci qui doit être déposée ; elle détermine ainsi l'intensité du ton de l'impression.
Les incisions peuvent être réalisées de différentes façons :
- directes : on utilise des outils coupants ou affilés, comme le burin et la pointe sèche ;
- indirectes : on utilise des acides pour user la surface ; c'est la méthode de l'eau-forte, de l'aquatinte, de la gravure au sucre, etc.

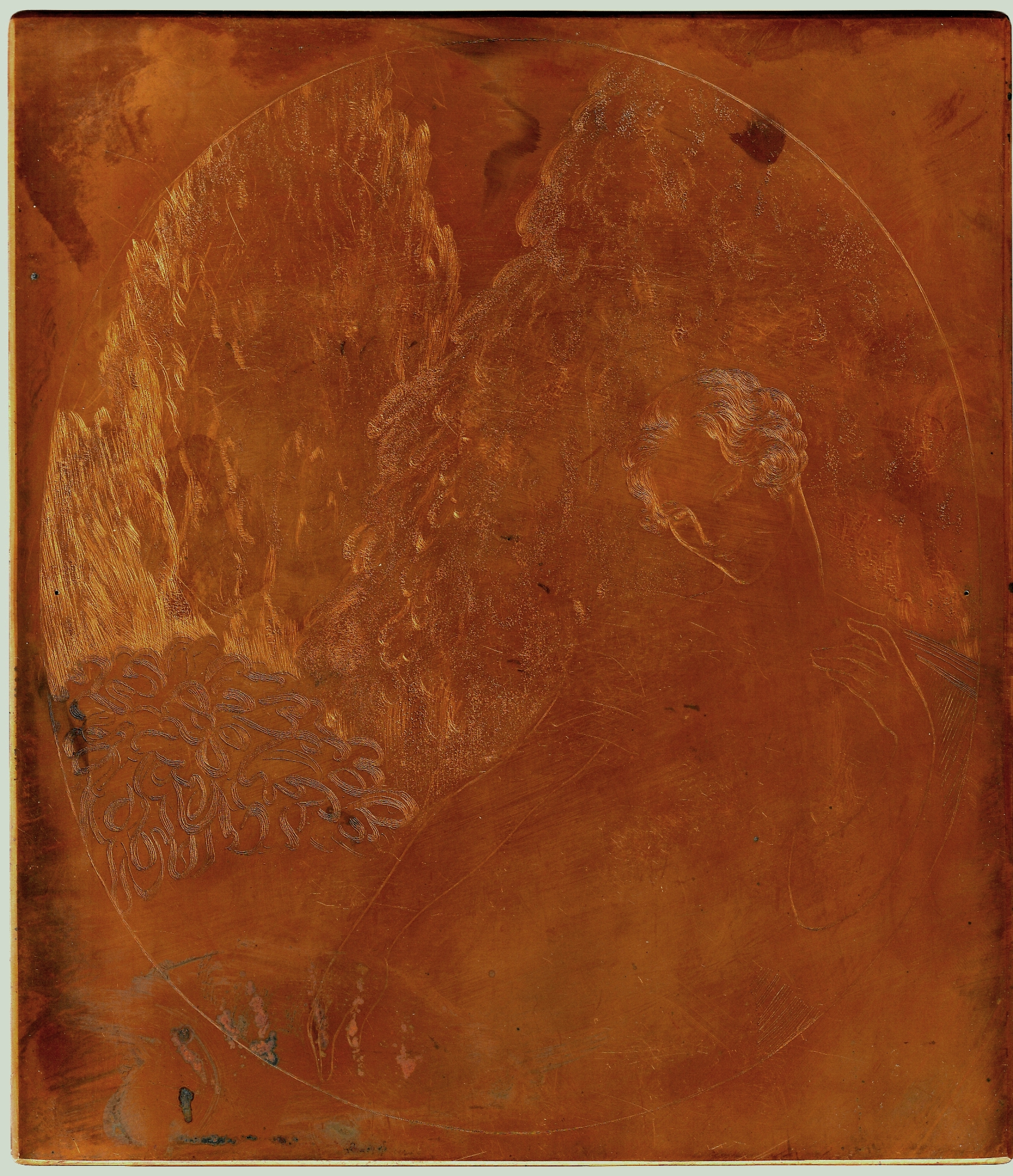
Matrice de cuivre avant encrage.

Les résultats peuvent être très différents selon la méthode employée, le burin étant celui qui jouit d'un plus grand prestige pour la qualité de ses finitions.